# Callopistria tessmanni
Callopistria tessmanni är en fjärilsart som beskrevs av M.Gaede 1935. Callopistria tessmanni ingår i släktet Callopistria och familjen nattflyn. Inga underarter finns listade i Catalogue of Life.